# يوم الكلاب الأول
يوم الكُلاب الأول أحد أشهر حروب الجاهلية وهي حرب وقعت بين شرحبيل وسلمة ابني الحارث بن عمرو بن حجر ومن والاهم من قبائل العرب وكل فريق من القبائل أتبع صاحبه

## الموقع
وقعت هذه المعركة في وادٍ يسمى وادي الكُلاب -بضم الكاف لا كسرها- في عالية نجد بين جبلة و شمام على بعد سبع ليالٍ من اليمامة، وهو حاليًا يدعى بشعيب الشعراء. ويرى المؤرخ العبودي أن جبلة تقع جنوب غرب القصيم قرب قرية نفي إحدى هجر قبيلة عتيبة بالمملكة العربية السعودية حاليا. 

## مملكة كندة في نجد

### 1-حجرآكل المرار
أول من ملك من كندة هو حجر آكل المرار بن عمرو بن معاوية بن الحارث الكندي.

### 2-عمرو بن حجر
وبعد ذلك تولى الملك ابنه عمر الملقب بالمقصور وذلك لأنه قصر حكمه في النواحي التي سيطر عليها أبوه ولم يتمدد أكثر من ذلك، وقيل في سبب تلقيبه بالمقصور غير ذلك .وقد تزوج عمرو أم أناس بنت عوف بن محلم الشيباني، فولدت له الحارث.

### 3- الحارث بن عمرو بن حجر
استولى الحارث على ملك الحيرة بسبب اعتناقه المزدكية فقربه كسرى فارس قباذ بن فيروز ونفى النعمان عنها واشتغل بالحيرة عمّا كان يراعيه من أمور البوادي فتفاسدت القبائل من نزار فأتاه أشرافهم وشكوا إليه ما نزل بهم ففرّق أولاده بينهم على أمل أن يسهم ذلك في تنظيم تلك القبائل.

### أبناء الحارث
فرق الحارث بنيه في قبائل معد التي كانت خاضعة له.

### تقسيم أبناء الحارث
1- ابنه حجر: في بني أسد وكنانة وغطفان وهو أكبر ولده وقتلته بنو أسد وهو أبو امرئ القيس الشاعر العربي المعروف.
2- ابنه شرحبيل :في بكر بن وائل وبني حنظلة بن مالك بن زيد مناة بني تميم وبني أسيد بن عمرو بن تميم والرباب.
3-ابنه سلمة:وهو أصغرهم، في بني تغلب والنمر بن قاسط وبني سعد بن زيد مناة من بني تميم .
4- ابنه معديكرب : ويعرف بغلفاء، في قيس عيلان .

### وفاة الحارث
دام ملك الحارث أربعين سنة، وقيل : ستين سنة، فخرج يتصيد فرأى عانة وهي حمر الوحش، فشد عليها، فانفرد منها حمار، فتتبعه وأقسم أن لا يأكل شيئا قبل كبده وهو بمسحلان، فطلبته الخيل ثلاثة أيام حتى أدركته، فأتي به وقد كاد يموت من الجوع، فشوي على النار وأطعم من كبده وهي حارة فمات .

## بداية النزاع
لما توفي الحارث تشتت أمر أولاده وتفرقت كلمتهم ومشى بينهم الرجال، وكانت المغاورة بين الأحياء الذين معهم، وتفاقم أمرهم حتى جمع كل واحد منهم لصاحبه الجموع وزحف إليه بالجيوش .

### سير جيوش شرحبيل وسلمة
1-سار شرحبيل في من معه من الجيوش فنزل الكلاب.
2-أقبل سلمة فيمن معه ومعه الصنائع أيضا، وهم قوم كانوا مع الملوك من شذاذ العرب، فأقبلوا إلى الكلاب، وعلى تغلب السفاح بن خالد بن كعب بن زهير.

### بداية المعركة
في البداية اقتتلوا قتالا شديدا، وثبت بعضهم لبعض .

#### انسحاب بني تميم
فلما كان آخر النهار من ذلك اليوم ارتأت تميم المتفرقة بين الاثنين الانسحاب
- فخذلت بنو حنظلة وعمرو بن تميم والرباب بكر بن وائل وانهزموا، وثبتت بكر وحدها
- انصرفت بنو سعد ومن معها عن تغلب وصبرت تغلب وحدها .

#### النداء والوعيد
- ونادى منادي شرحبيل : «"من أتاني برأس سلمة فله مائة من الإبل"».
- ونادى منادي سلمة : «"من أتاني برأس شرحبيل فله مائة من الإبل"».[7]

#### نهاية المعركة
فاشتد القتال حينئذ كل يطلب أن يظفر لعله يصل إلى قتل أحد الرجلين ليأخذ مائة من الإبل ، فكانت الغلبة آخر النهار لتغلب وسلمة، ومضى شرحبيل منهزما.

#### مقتل شرحبيل
فتبعه ذو السنينة التغلبي، فالتفت إليه شرحبيل فضربه على ركبته فأطن رجله.وكان ذو السنينة أخا أبي حنش لأمه، فقال لأخيه : قتلني الرجل ! وهلك ذو السنينة ! فقال أبو حنش لشرحبيل : قتلني الله إن لم أقتلك ! وحمل عليه فأدركه، فقال : يا أبا حنش اللبن اللبن ! يعني الدية . فقال : قد هرقت لبنا كثيرا ! فقال : يا أبا حنش أملكا(يعني ملك حيث أن شرحبيل ملك من ملوك كندة) بسوقة (السوقة هم الرعية ومَنْ دون الملِك) ؟(ويقصد من كلامه كيف تساوي امرءً من عامة الناس بالملك فتقتله؟) فقال أبو حنش: إن أخي ملكي (أي إنه وإن كان من عامة الناس فإني أراه كالملك) . فطعنه فألقاه عن فرسه، ونزل إليه فأخذ رأسه وبعث به إلى سلمة مع ابن عم له.

#### إتيان سلمة برأس أخيه
أتى ابن عم أبي حنش برأس شرحبيل وألقاه بين يدي سلمة، فقال سلمة : لو كنت ألقيته أرفق من هذا ! وعرفت الندامة في وجه سلمة والجزع عليه . فهرب أبو حنش منه، فقال سلمة:
فأجابه أبو حنش فقال :
وكان سبب صنيبعات أن ابنا للحارث كان مسترضعا في بني تميم وبكر ولدغته حية فمات، فأخذ خمسين رجلا من بني تميم وخمسين رجلا من بكر فقتلهم به .

#### موقف بني تميم بعد نهاية المعركة
وإن كانت تميم خذلت شرحبيل فقد قامت ببعض المعروف بعد مقتل شرحبيل فقام بنو زيد مناة بن تميم دون أهله وعياله، فمنعوهم وحالوا بين الناس وبينهم، حتى ألحقوهم بقومهم ومأمنهم.

## موقف أخوهم معديكرب
لما بلغ معدي كرب الملقب بغلفاء مقتل أخيه شرحبيل، قال يرثيه :

## ما بعد المعركة
أخرجت تغلب سلمة من بينهم وغيرت ولاءها فلجأ سلمة إلى بكر بن وائل وانضم إليهم. فخسر أخاه وخسر بعض ملكه.